# Joseph Schweer
Joseph Schweer (* 1. September 1933 in Lastrup; † 1. August 2022 in Oldenburg) war ein deutscher Verwaltungsjurist und Rechtsanwalt. Von 1976 bis 1978 war er Präsident des Verwaltungsbezirks Oldenburg und von 1978 bis 1990 Regierungspräsident des Regierungsbezirks Weser-Ems.

## Leben
Nach dem Abitur 1954 am Gymnasium in Cloppenburg studierte Schweer Rechtswissenschaft an den Universitäten in Heidelberg, Freiburg im Breisgau und Münster. Seit dem Studium war er Mitglied der katholischen Studentenverbindung KStV Osning Münster im KV.  Er bestand 1958 das Erste Juristische Staatsexamen und durchlief im Anschluss den Vorbereitungsdienst, unter anderem als Referendar beim Bundeskartellamt in Berlin. 1962 wurde er an der Rechtswissenschaftlichen Fakultät der Münsteraner Universität mit einer Arbeit zum Kartellrecht (Dissertation: Diskriminierungsverbot und Kontrahierungszwang) zum Doktor der Rechte promoviert. Nach Ablegung des Zweiten Juristischen Staatsexamens trat er in den Verwaltungsdienst ein.
Schweer war zunächst stellvertretender Oberkreisdirektor und bekleidete von 1966 bis 1976 das Amt des Oberkreisdirektors im Landkreis Cloppenburg. Bereits zuvor hatte er sich der CDU angeschlossen. Nach dem Wechsel der Landesregierung wurde er 1976 von Ministerpräsident Ernst Albrecht zum Präsidenten des Verwaltungsbezirks Oldenburg ernannt. Im Zuge der kommunalen Gebietsreform in Niedersachsen wurden die acht Verwaltungsbezirke am 1. Februar 1978 aufgelöst und gleichzeitig vier Regierungsbezirke geschaffen. Schweer wurde zum Regierungspräsidenten des Regierungsbezirks Weser-Ems ernannt und hatte dieses Amt bis zum Wechsel der Landesregierung 1990 inne. Zu seinem Nachfolger wurde Wolf Weber bestimmt.
Nach seinem Ausscheiden aus dem Verwaltungsdienst wurde Schweer als Rechtsanwalt zugelassen und nahm eine Tätigkeit in einer Oldenburger Anwaltspraxis auf. Ab 1993 war er Fachanwalt für Verwaltungsrecht.
Joseph Schweer war seit 1961 verheiratet und hatte zwei erwachsene Kinder.